# Санта-Мария-Майор (Шавеш)
Санта-Мария-Майор (порт. Santa Maria Maior) — район (фрегезия) в Португалии, входит в округ Вила-Реал. Является составной частью муниципалитета Шавеш. По старому административному делению входил в провинцию Траз-уж-Монтиш и Алту-Дору. Входит в экономико-статистический субрегион Алту-Траз-уш-Монтеш, который входит в Северный регион. Население составляет 12 260 человек на 2001 год. Занимает площадь 4,15 км².